# Норкино (Челябинская область)
Но́ркино — деревня в Аргаяшском районе Челябинской области. Административный центр Норкинского сельского поселения.

## География
Расположена на северном берегу озера Аргаяш возле одноимённого села, которое является районным центром.

## Население
| 2002 | 2010 |
| ---- | ---- |
| 416  | ↘413 |

По данным Всероссийской переписи, в 2010 году численность населения деревни составляла 413 человек (199 мужчин и 214 женщин).

## Улицы
Уличная сеть деревни состоит из 9 улиц.